# Jorge Herrando
Jorge Herrando, né le 28 février 2001 à Pampelune en Espagne, est un footballeur espagnol qui évolue au poste de défenseur central au CA Osasuna.

## Biographie

### En club
Né à Pampelune en Espagne, Jorge Herrando est formé par le club local du CA Osasuna. Le 6 décembre 2017, à 16 ans, il signe son premier contrat professionnel avec Osasuna, le liant au club jusqu'en juin 2019. Un an plus tard, et après avoir commencé à s'entraîner avec l'équipe première lors des matchs de présaison de l'été 2018, Herrando prolonge son contrat, étant désormais lié à son club formateur jusqu'en juin 2022.
Le 15 juillet 2021, Herrando prolonge de nouveau son contrat avec Osasuna, cette fois jusqu'en juin 2024, et il est prêté dans la foulée à l'UD Logroñés.
Herrando fait sa première apparition en Liga, la première division espagnole, le 2 mai 2023, face au FC Barcelone. Il est titularisé mais est expulsé à la 27e minute de jeu après un tacle sur Pedri en tant que dernier défenseur. Son équipe est quant à elle battue par un but à zéro,.
Alors qu'il est suivi par l'Athletic Bilbao, Herrando prolonge finalement son contrat avec Osasuna le 6 juillet 2023, le liant au club jusqu'en juin 2027.
Herrando marque son premier but en professionnel avec Osasuna, lors d'une rencontre de coupe d'Espagne face au CD Tenerife le 4 janvier 2025. Il est titularisé et ouvre le score après sept minutes de jeu, contribuant à la victoire de son équipe par deux buts à un,.

### En sélection
Jorge Herrando représente l'équipe d'Espagne des moins de 18 ans, jouant au total quatre matchs avec cette sélection, tous en 2018.